# پیلیاکی
پیلیاکی (به لاتین: Pilyaki) یک منطقهٔ مسکونی در روسیه است که در شهرستان کایتاگسکی واقع شده‌است.